# The Royals (Fernsehserie)/Episodenliste
Diese Episodenliste enthält alle Episoden der US-amerikanischen Drama-Fernsehserie The Royals, sortiert nach der US-amerikanischen Erstausstrahlung. Die Fernsehserie umfasst derzeit vier Staffeln mit insgesamt 40 Episoden.

## Übersicht
| Staffel | Episodenanzahl | Erstausstrahlung USA | Erstausstrahlung USA | Deutschsprachige Erstausstrahlung | Deutschsprachige Erstausstrahlung |
| Staffel | Episodenanzahl | Staffelpremiere      | Staffelfinale        | Staffelpremiere                   | Staffelfinale                     |
| ------- | -------------- | -------------------- | -------------------- | --------------------------------- | --------------------------------- |
| 1       | 10             | 15. März 2015        | 17. Mai 2015         | 24. Oktober 2015                  | 21. November 2015                 |
| 2       | 10             | 15. November 2015    | 17. Januar 2016      | 15. Juni 2016                     |                                   |
| 3       | 10             | 4. Dezember 2016     | 19. Februar 2017     | 13. März 2017                     | 29. Mai 2017                      |
| 4       | 10             | 11. März 2018        | 13. Mai 2018         | 23. April 2018                    | 2. Juli 2018                      |

## Staffel 1
Die Erstausstrahlung der ersten Staffel war vom 15. März bis zum 17. Mai 2015 auf dem US-amerikanischen Kabelsender E! zu sehen. Die deutschsprachige Erstausstrahlung sendete der deutsche Pay-TV-Sender ProSieben Fun vom 24. Oktober bis zum 21. November 2015.
| Nr. (ges.) | Nr. (St.) | Deutscher Titel                                 | Originaltitel                               | Erstausstrahlung USA | Deutschsprachige Erstausstrahlung (D) | Regie            | Drehbuch          | Zuschauer (USA) |
| ---------- | --------- | ----------------------------------------------- | ------------------------------------------- | -------------------- | ------------------------------------- | ---------------- | ----------------- | --------------- |
| 1          | 1         | Steht und gebt Euch kund                        | Stand and Unfold Yourself                   | 15. März 2015        | 24. Okt. 2015                         | Mark Schwahn     | Mark Schwahn      | 1,41 Mio.       |
| 2          | 2         | Des Frühlings Kinder                            | Infants of the Spring                       | 22. März 2015        | 24. Okt. 2015                         | Mark Schwahn     | Mark Schwahn      | 1,32 Mio.       |
| 3          | 3         | Wir sind nur Bilder, sind nur Tiere             | We Are Pictures, or Mere Beasts             | 29. März 2015        | 31. Okt. 2015                         | Arlene Sanford   | Mark Schwahn      | 0,83 Mio.       |
| 4          | 4         | Süß, nicht dauernd                              | Sweet, Not Lasting                          | 5. Apr. 2015         | 31. Okt. 2015                         | Jean de Segonzac | Johnny Richardson | 1,12 Mio.       |
| 5          | 5         | Wenn sie dem Monde ihren Reiz enthüllt          | Unmask Her Beauty to the Moon               | 12. Apr. 2015        | 7. Nov. 2015                          | Arlene Sanford   | Julia Cohen       | 1,07 Mio.       |
| 6          | 6         | Die Pfeil und Schleudern des wütenden Geschicks | The Slings and Arrows of Outrageous Fortune | 19. Apr. 2015        | 7. Nov. 2015                          | Jean de Segonzac | Mark Schwahn      | 1,12 Mio.       |
| 7          | 7         | Die Vernunft der Herrschaft                     | Your Sovereignty of Reason                  | 19. Apr. 2015        | 14. Nov. 2015                         | Tom Vaughan      | Scarlett Lacey    | 1,13 Mio.       |
| 8          | 8         | Der Große stürzt                                | The Great Man Down                          | 3. Mai 2015          | 14. Nov. 2015                         | Mark Schwahn     | Mark Schwahn      | 1,19 Mio.       |
| 9          | 9         | In meiner Brust war eine Art von Kampf          | In My Heart There Was a Kind of Fighting    | 10. Mai 2015         | 21. Nov. 2015                         | Tom Vaughan      | Mark Schwahn      | 1,17 Mio.       |
| 10         | 10        | Will und Geschick sind stets in Streit befangen | Our Wills and Fates Do So Contrary Run      | 17. Mai 2015         | 21. Nov. 2015                         | Mark Schwahn     | Mark Schwahn      | 1,15 Mio.       |

## Staffel 2
Die Erstausstrahlung der zweiten Staffel war vom 15. November 2015 bis zum 17. Januar 2016 auf dem US-amerikanischen Kabelsender E! zu sehen. Die deutschsprachige Erstveröffentlichung fand am 15. Juni 2016 bei maxdome per Streaming statt.
| Nr. (ges.) | Nr. (St.) | Deutscher Titel                                                              | Originaltitel                                                    | Erstausstrahlung USA | Deutschsprachige Erstveröffentlichung (D) | Regie            | Drehbuch          | Zuschauer (USA) |
| ---------- | --------- | ---------------------------------------------------------------------------- | ---------------------------------------------------------------- | -------------------- | ----------------------------------------- | ---------------- | ----------------- | --------------- |
| 11         | 1         | Es ist nicht, und wird auch nimmer gut                                       | It Is Not, nor It Cannot Come to Good                            | 15. Nov. 2015        | 15. Juni 2016                             | Mark Schwahn     | Mark Schwahn      | 0,84 Mio.       |
| 12         | 2         | Zu einem Willkommen gehören Gebräuche und Zeremonien                         | Welcome Is Fashion and Ceremony                                  | 22. Nov. 2015        | 15. Juni 2016                             | Michael Lange    | Mark Schwahn      | 0,73 Mio.       |
| 13         | 3         | Ist dies nicht etwas mehr als Einbildung?                                    | Is Not This Something More Than Fantasy?                         | 29. Nov. 2015        | 15. Juni 2016                             | Tom Vaughan      | Mark Schwahn      | 0,53 Mio.       |
| 14         | 4         | Nun, ist das Ding heut’ wiederum erschienen?                                 | What, Has This Thing Appear’d Again Tonight?                     | 6. Dez. 2015         | 15. Juni 2016                             | Mark Schwahn     | Mark Schwahn      | 0,63 Mio.       |
| 15         | 5         | Den Geist, den ich gesehen                                                   | The Spirit That I Have Seen                                      | 13. Dez. 2015        | 15. Juni 2016                             | Tom Vaughan      | Julia Cohen       | 0,65 Mio.       |
| 16         | 6         | Zweifl’, ob lügen kann die Wahrheit                                          | Doubt Truth to Be a Liar                                         | 20. Dez. 2015        | 15. Juni 2016                             | Tara Nicole Weyr | Johnny Richardson | 0,71 Mio.       |
| 17         | 7         | Befleck nicht deine Seele, lass dein Herz nichts gegen deine Mutter erdenken | Taint Not Thy Mind, nor Let Thy Soul Contrive Against Thy Mother | 27. Dez. 2015        | 15. Juni 2016                             | James Lafferty   | Scarlett Lacey    | 0,67 Mio.       |
| 18         | 8         | Schließ in dein Gebet all meine Sünden ein                                   | Be All My Sins Remembered                                        | 3. Jan. 2016         | 15. Juni 2016                             | Mark Schwahn     | Mark Schwahn      | 0,82 Mio.       |
| 19         | 9         | Und da fuhr’s auf gleich einem sünd’gen Wesen                                | And Then It Started Like a Guilty Thing                          | 10. Jan. 2016        | 15. Juni 2016                             | Les Butler       | Mark Schwahn      | 0,81 Mio.       |
| 20         | 10        | Die Schlang’, die deines Vaters Leben stach                                  | The Serpent That Did Sting Thy Father’s Life                     | 17. Jan. 2016        | 15. Juni 2016                             | Mark Schwahn     | Mark Schwahn      | 0,85 Mio.       |

## Staffel 3
Die Erstausstrahlung der dritten Staffel war vom 4. Dezember 2016 bis zum 19. Februar 2017 auf dem US-amerikanischen Kabelsender E! zu sehen. Die deutschsprachige Erstveröffentlichung findet seit 13. März 2017 bei maxdome per Streaming statt. Die deutschsprachige Erstausstrahlung im Free-TV sendet der deutsche Sender Sixx seit dem 20. März 2017.
| Nr. (ges.) | Nr. (St.) | Deutscher Titel                            | Originaltitel                                 | Erstausstrahlung USA | Deutschsprachige Erstausstrahlung (D)        | Regie          | Drehbuch                   | Zuschauer (USA) |
| ---------- | --------- | ------------------------------------------ | --------------------------------------------- | -------------------- | -------------------------------------------- | -------------- | -------------------------- | --------------- |
| 21         | 1         | Mit der Erinnerung an uns selbst           | Together With Remembrance Of Ourselves        | 4. Dez. 2016         | 13. Mär. 2017 (maxdome) 20. Mär. 2017 (sixx) | Mark Schwahn   | Mark Schwahn               | 0,61 Mio.       |
| 22         | 2         | Nach Zeitlichem das Ewige erwerben         | Passing Through Nature to Eternity            | 11. Dez. 2016        | 20. Mär. 2017 (maxdome) 27. Mär. 2017 (sixx) | James Lafferty | Mark Schwahn               | 0,68 Mio.       |
| 23         | 3         | Ja, da liegt's                             | Aye, There’s the Rub                          | 18. Dez. 2016        | 27. Mär. 2017 (maxdome) 3. Apr. 2017 (sixx)  | Les Butler     | Mike Herro & David Strauss | 0,53 Mio.       |
| 24         | 4         | An unsern tapfern Bruder                   | Our (Late) Dear Brother's Death               | 1. Jan. 2017         | 3. Apr. 2017 (maxdome) 10. Apr. 2017 (sixx)  | Erica Dunton   | Johnny Richardson          | 0,46 Mio.       |
| 25         | 5         | Fluch der Pein                             | Born to Set it Right                          | 8. Jan. 2017         | 17. Apr. 2017 (maxdome) 24. Apr. 2017 (sixx) | James Lafferty | Scarlett Lacey             | 0,54 Mio.       |
| 26         | 6         | Mehr als befreundet, weniger als Freund    | More Than Kin, and Less Than Kind             | 15. Jan. 2017        | 24. Apr. 2017 (maxdome) 8. Mai 2017 (SIXX)   | Mark Schwahn   | Mark Schwahn               | 0,46 Mio.       |
| 27         | 7         | Das nachgeahmte Gleichnis zweier Brüder    | The Counterfeit Presentment of Two Brothers   | 22. Jan. 2017        | 15. Mai 2017                                 | Menhaj Huda    | Brian Fernandes            | 0,57 Mio.       |
| 28         | 8         | Ganz die Gestalt wie der verstorbene König | In the Same Figure, Like the King That's Dead | 29. Jan. 2017        | 22. Mai 2017                                 | Clark Mathis   | Mark Schwahn               | 0,50 Mio.       |
| 29         | 9         | O grüß Dich, wackerer Krieger              | O, Farewell, Honest Soldier                   | 12. Feb. 2017        | 29. Mai 2017                                 | Les Butler     | Mark Schwahn               | 0,47 Mio.       |
| 30         | 10        | Bei eurer Krönung meine Pflicht zu leisten | To Show My Duty in Your Coronation            | 19. Feb. 2017        | 29. Mai 2017                                 | Mark Schwahn   | Mark Schwahn               | 0,52 Mio.       |

## Staffel 4
Die Erstausstrahlung der vierten Staffel ist seit dem 11. März 2018 auf dem US-amerikanischen Kabelsender E! zu sehen. Die deutschsprachige Erstveröffentlichung findet seit dem 23. April 2018 auf dem deutschen Free-TV-Sender Sixx statt.
| Nr. (ges.) | Nr. (St.) | Deutscher Titel                                              | Originaltitel                                    | Erstausstrahlung USA | Deutschsprachige Erstausstrahlung (D) | Regie          | Drehbuch        | Zuschauer (USA) |
| ---------- | --------- | ------------------------------------------------------------ | ------------------------------------------------ | -------------------- | ------------------------------------- | -------------- | --------------- | --------------- |
| 31         | 1         | Wie freigebig das Gemüt                                      | How Prodigal the Soul                            | 11. März 2018        | 23. Apr. 2018                         | Mark Schwahn   | Mark Schwahn    | 0,50 Mio.       |
| 32         | 2         | Beichtet vor dem Himmel                                      | Confess Yourself to Heaven                       | 18. März 2018        | 30. Apr. 2018                         | Les Butler     | Terrence Coli   | 0,45 Mio.       |
| 33         | 3         | Such nicht beständig nach deinem edlen Vater                 | Seek For thy Noble Father in The Dust            | 25. März 2018        | 7. Mai 2018                           | Clark Mathis   | Mark Schwahn    | 0,42 Mio.       |
| 34         | 4         | Schwarz wie sein Vorsatz, glichen jener Nacht                | Black As His Purpose Did The Night Resemble      | 1. Apr. 2018         | 14. Mai 2018                          | Mark Schwahn   | Mark Schwahn    | 0,35 Mio.       |
| 35         | 5         | Wo wir sind, drohen Dolche in jedes Lächeln                  | There's Daggers in Men's Smiles                  | 8. Apr. 2018         | 28. Mai 2018                          | James Lafferty | Scarlett Lacey  | 0,39 Mio.       |
| 36         | 6         | Meine Zeitung soll bei dem großen Schmaus der Nachtisch sein | My News Shall Be The Fruit To That Great Feast   | 15. Apr. 2018        | 4. Juni 2018                          | Erica Dunton   | Mark Schwahn    | 0,35 Mio.       |
| 37         | 7         | Vergebt mir diese meine Tugend                               | Forgive Me This My Virtue                        | 22. Apr. 2018        | 11. Juni 2018                         | Clark Mathis   | Brian Fernandes | 0,35 Mio.       |
| 38         | 8         | In toter Stille tiefer Mitternacht                           | In The Dead Vast and Middle of The Night         | 29. Apr. 2018        | 18. Juni 2018                         | James Lafferty | Mark Schwahn    | 0,39 Mio.       |
| 39         | 9         | Schnöde Taten müssen sich verraten                           | Foul Deeds Will Rise                             | 6. Mai 2018          | 25. Juni 2018                         | Les Butler     | Mark Schwahn    | 0,39 Mio.       |
| 40         | 10        | Mit Leichenjubel und Hochzeitsklage                          | With Mirth in Funeral and With Dirge in Marriage | 13. Mai 2018         | 2. Juli 2018                          | Mark Schwahn   | Mark Schwahn    | 0,42 Mio.       |